# Teatro condominiale La Fortuna
Il Teatro condominiale La Fortuna di Monte San Vito (AN) è lo storico teatro della città.

## Storia
Il teatro fu realizzato grazie alla generosità di 18 notabili locali che fra il 1757 e il 1758, fecero realizzare la sala degli spettacoli all'interno di un vecchio mulino ad olio appartenuto a Giovanni Battista Bracchi. La pianta era rettangolare e misurava venti metri di lunghezza. La sala era ribassata di un piano rispetto al livello stradale sul quale si apriva l'ingresso principale. Il teatro fu dotato i due ordini di palchi per un totale di 22, sospesi su pilastri liberi di pepiano. Per problemi di agibilità il teatro fu restaurato fra il 1926 e il 1928 sotto la direzione di Tarcisio Guadagnini che nello spazio del boccascena fece inserire 4 nuovi palchi. Nel 1966 il teatro è stato dichiarato inagibile ed il Comune, acquisita la proprietà, si è attivato per la sua ristrutturazione.
La facciata è ad un solo piano, verticalmente tripartita da due paraste e conclusa da un attico con la parte centrale arcuata e la scritta "Teatro Condominiale". La porta d'ingresso è al centro ed ai lati si aprono due finestre con cornici di tipo edicolare. La sala degli spettacoli si presenta con due ordini di palchi separati da pilastrini e sospesi su quattro pilastri poggianti sul piano della platea. Le balaustre sono a fascia e le decorazioni della volta recano motivi a festoni, corone e listelli.